# Euthalia bankana
Euthalia bankana är en fjärilsart som beskrevs av Hans Fruhstorfer. Euthalia bankana ingår i släktet Euthalia och familjen praktfjärilar. Inga underarter finns listade i Catalogue of Life.